# Anaphalis sarawschanica
Anaphalis sarawschanica là một loài thực vật có hoa trong họ Cúc. Loài này được (C.Winkl.) B.Fedtsch. mô tả khoa học đầu tiên.